# Аргунь (городской уезд)
Аргунь (кит. упр. 额尔古纳, пиньинь É'ěrgǔnà, палл. Ээргуна; монг. ᠡᠷᠬᠥᠨ᠎ᠠ ᠬᠣᠲᠠ Ergüne qot, монг.кир.: Эргүн хот) — городской уезд на северо-западе городского округа Хулун-Буир, который находится на северо-востоке автономного района Внутренняя Монголия (КНР).

## География
Уезд находится на правом (юго-восточном) берегу реки Аргунь, по которой проходит государственная граница между Китаем и Россией. С российской стороны с уездом граничит Забайкальский край.
На территории уезда располагаются два пункта пересечения границы с Россией.

## История
При империи Цин земли находились в подчинении хулунбуирского фудутуна.
После Синьхайской революции здесь в 1921 году был образован уезд Цицянь (奇乾县).
После образования в 1932 году марионеточного государства Маньчжоу-го уезд Цицянь был в 1933 году преобразован в хошун Аргунь-Юици (额尔古纳右翼旗, «Аргуньское знамя правого крыла»).
После Второй мировой войны эти земли перешли под контроль китайских коммунистов. В ноябре 1947 году хошуны Аргунь-Цзоици и Аргунь-Юици были объединены в хошун Аргунь-Ци (额尔古纳旗, «Аргуньское знамя»). В 1966 году указом Госсовета КНР хошун Аргунь-Ци был разделён на хошуны Аргунь-Цзоци (额尔古纳左旗, «Аргуньское левое знамя») и Аргунь-Юци (额尔古纳右旗, «Аргуньское правое знамя»).
28 апреля 1994 года в соответствии с указом Госсовета КНР хошун Аргунь-Юци был преобразован в городской уезд Аргунь.

## Административное деление
Городской уезд Аргунь делится на 2 уличных комитета, 3 посёлка, 1 волость, 2 национальные волости (Саньхэ-Хуэйская национальная волость и Эньхэ-Русская национальная волость) и сомон Мэнъу-Шивэй.
Эньхэ-Русская национальная волость и сомон Мэнъу-Шивэй были созданы в 2011 в результате разделения существовавшей в 2001—2011 единицы — Шивэй-Русской национальной волости (室韦俄罗斯民族乡 Shì wéi Éluósī zú mínzú xiāng).
| № | Название                             | Название (кит.)    | Статус          | Население чел. (2010) | На карте                         |
| - | ------------------------------------ | ------------------ | --------------- | --------------------- | -------------------------------- |
| 1 | Лабудалинь                           | 拉布达林街道办事处 | уличный комитет | 35 727                | 50°14′55″ с. ш. 120°10′38″ в. д. |
| 2 | Моэрдаога                            | 莫尔道嘎镇         | поселок         | 17 970                | 51°15′43″ с. ш. 120°45′59″ в. д. |
| 3 | Саньхэ-Хуэйская национальная волость | 三河回族乡         | волость         | 10 648                | 50°27′19″ с. ш. 120°06′01″ в. д. |
| 4 | Шанкули                              | 上库力街道办事处   | уличный комитет | 6 708                 | 50°15′52″ с. ш. 120°27′36″ в. д. |
| 5 | Мэнъу-Шивэй                          | 室韦俄罗斯族民族乡 | сомон           | 3 585                 | 51°20′18″ с. ш. 119°53′57″ в. д. |
| 6 | Эньхэ                                | 恩和哈达镇         | поселок         | 2 705                 | 50°49′16″ с. ш. 119°54′45″ в. д. |
| 7 | Хэйшаньтоу                           | 黑山头镇           | поселок         | 2 029                 | 50°12′55″ с. ш. 119°34′11″ в. д. |
| 8 | Эньхэ-Русская национальная волость   | 恩和俄罗斯族民族乡 | волость         | н/д                   | 50°42′24″ с. ш. 119°49′02″ в. д. |

## Этнический состав (2006)
| Народ              | Население | Доля   |
| ------------------ | --------- | ------ |
| Китайцы            | 64591     | 75,8 % |
| Монголы            | 7294      | 8,6 %  |
| Русские            | 2468      | 2,9 %  |
| Другие (вкл. хуэй) | 10809     | 12,7 % |

## Русское Трёхречье

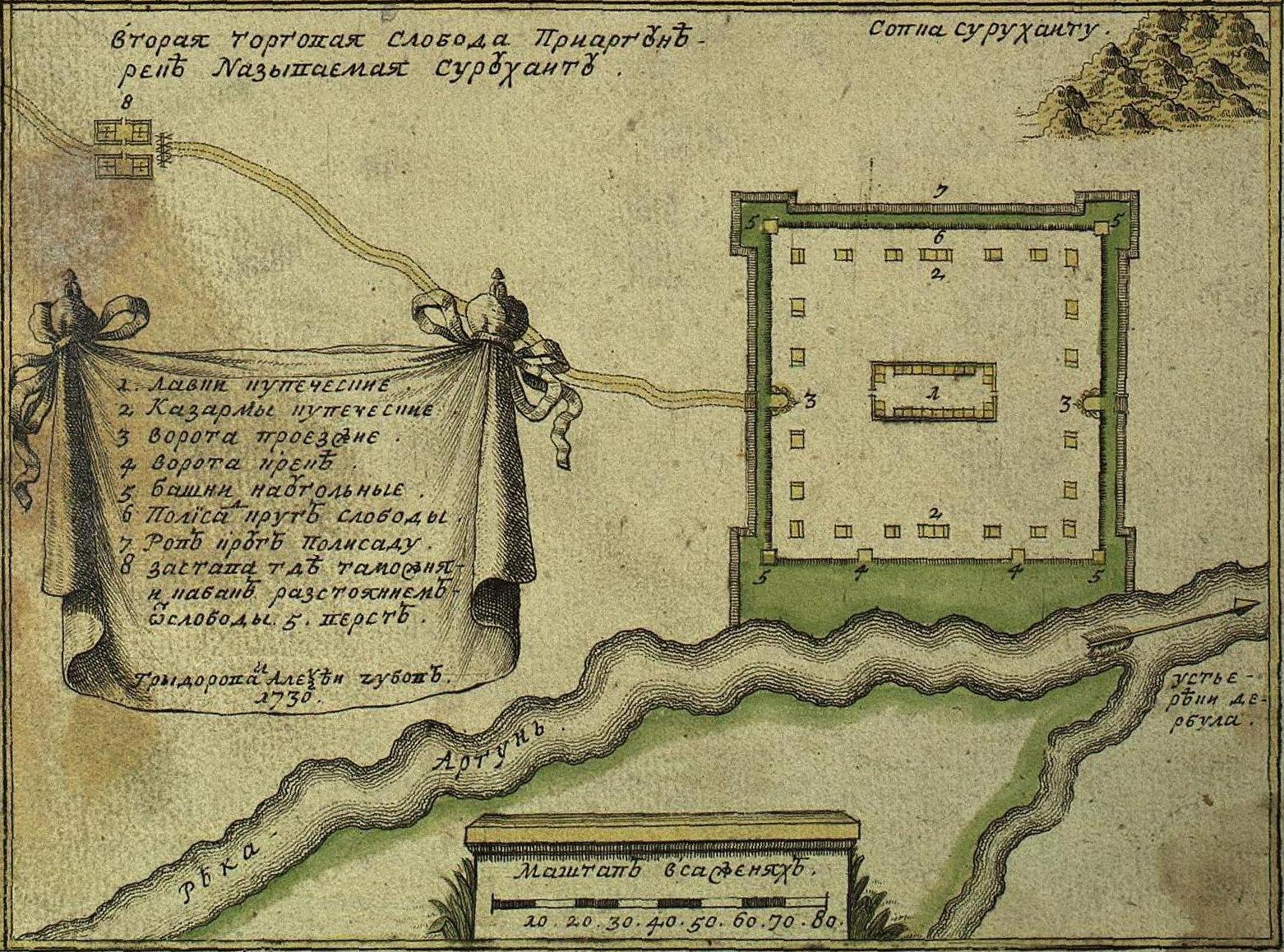
План второй торговой слободы при Артуни. 1730 год. (Располагалась у места впадения Дербула в Аргунь)

Уезд является единственным местом в Китае, где представлено компактное русское сельское население. На территории уезда располагается так называемое Трёхречье, или Область трёх рек (территория бассейнов притоков реки Аргунь — Гэньхэ (Ган), Дэрбул (Тэлбур, Дербул, Тербул) и Хаул (Хауэрхэ, Хауль)), площадью примерно в 11,5 тыс. км². Это место давней русской колонизации из Забайкалья. Русские пригоняли сюда скот на пастбища, заготовляли сено, охотились, а иногда и распахивали плодородные целинные земли. Здесь до сих пор сохранились избы поселенцев 1895—1900 гг. До «великой культурной революции» в Трёхречье действовало 9 русских школ, 18 православных храмов и один монастырь, численность православных верующих достигала 28 тысяч человек (по максимальным оценкам).
Сейчас русское население рассредоточено по 7-8 деревням. К середине 2000-х годов из 2,5 тысяч русских 1774 человек проживало в Эньхэ-Русской национальной волости Автономного района Внутренняя Монголия КНР (на границе с Читинской областью РФ). Люди старшего поколения говорят по-русски, а их дети и внуки — в основном по-китайски, хотя многие понимают русский язык. Кроме того, есть посёлки православных тунгусов и якутов. Хотя в устном и письменном общении большинство русских перешло на китайский язык, среди них сохранилось национальное самосознание, православная вера (взамен ранее закрытых в посёлке Лабудалинь китайскими властями в 1990 году построен Храм святителя Иннокентия Иркутского, освящённый в августе 2009 года), песни, танцы, праздничные обычаи, бытовые и поведенческие особенности. В селе Шивэй с 2008 года работает русский этнографический музей.
В 2006 году в Шивэй-Русской национальной волости, посёлке Эньхэ и посёлке Лабудалинь проводились мероприятия года России в Китае, а в 2007 — года Китая в России.